# Georg Ehrlich (Politiker)
Georg Ehrlich (* 1. August 1904 in Altona, heute Hamburg; † 4. Mai 1994) war ein deutscher Politiker (SPD). Er engagierte sich in der Zeit des Nationalsozialismus illegal für den Erhalt der Sozialdemokratie in Hamburg-Altona und wurde daraufhin 1934 verhaftet. Nach dem Zweiten Weltkrieg wurde er 1949 Mitglied der Hamburgischen Bürgerschaft.

## Leben
Ehrlich wurde 1904 in der damals noch selbstständigen Stadt Altona geboren. Nachdem er die Volksschule absolviert hatte, wurde er zum Buchbinder ausgebildet. 1932 besuchte Georg Ehrlich für ein halbes Jahr die Heimvolkshochschule in Harrisleefeld bei Flensburg. Den Kriegsdienst musste er nicht antreten, da er von seinen Zeiten als Ersthelfer im Ersten Weltkrieg eine Verletzung davongetragen hatte.

### Politische Laufbahn
Mit 19 Jahren machte Georg Ehrlich seine ersten Schritte in die Politik. 1923 wurde er Mitglied der SPD und stieg in die Gewerkschaften ein. Ehrlich setzte sich für Soziales ein und wurde so Helfer in der Kinderfreunde-Bewegung, die Teil der „Sozialdemokratischen Familie“ war. Für diese war er von 1927 bis 1933 tätig.
Nach der nationalsozialistischen Machtergreifung 1933 musste sich Georg Ehrlich illegal für die Partei einsetzen. Mit anderen SPD-Mitgliedern, unter anderem Helmut Bossemeyer und Christian Braasch, organisierte er eine illegale Gruppe. Diese setzte sich zum Ziel, Schriften zu verteilen und Gelder für Familien, deren Angehörige inhaftiert wurden, zu sammeln. Dabei pflegte er Kontakt zum Koordinator des Hamburger SPD-Widerstandes, Walter Schmedemann.
Es dauerte nicht lange, bis die illegale Zusammenkunft an die Öffentlichkeit geriet. Im November 1934 wurden schätzungsweise 60 Sozialdemokraten in Hamburg-Altona festgenommen, darunter auch Ehrlich. Er kam am 15. November 1934 ins Konzentrationslager Fuhlsbüttel und wurde Ende Februar 1935 ins Hamburger Untersuchungsgefängnis gebracht, wo er auf seine Verurteilung wartete. Der III. Strafsenat des Kammergerichts Berlin verkündete am 26. November 1935 das Urteil. Ehrlich wurde wegen Vorbereitung zum Hochverrat zu zwei Jahren und drei Monaten Zuchthaus, ein Jahr Polizeiaufsicht und Aberkennung der Ehrenrechte auf drei Jahre verurteilt. Im Zuchthaus Rendsburg verbüßte er seine Strafe, bis er am 26. Februar 1937 entlassen wurde. Seine Familie, die auf Ehrlich angewiesen war, bekam aus Kreisen der Partei während dieser Zeit Unterstützung. Georg Ehrlich kehrte nach seiner Freilassung nach Altona zurück, wo er und Bossemeyer, nach eigener Aussage, von vielen Freunden mit Blumen vom Bahnhof abgeholt wurden.
1945, nach Ende des Krieges, beteiligte sich Ehrlich am Wiederaufbau Hamburgs. Im gleichen Jahr wurde er Distriktvorsitzender der Sozialdemokraten in Hamburg-Ottensen und schaffte es 1949 in die Hamburger Bürgerschaft. Dort war er für seine humorvollen Zwischenrufe bekannt. Beschäftigt war er zunächst bei der Sozialbehörde für Flüchtlingsunterkünfte in Groß Borstel. Später arbeitete er, neben seinen politischen Aktivitäten, in Alsterdorf als Verwaltungsangestellter für obdachlos gewordene Familien und Vertriebene bis zu seiner Pensionierung 1965.
Georg Ehrlich starb 1994.